# Vardzia

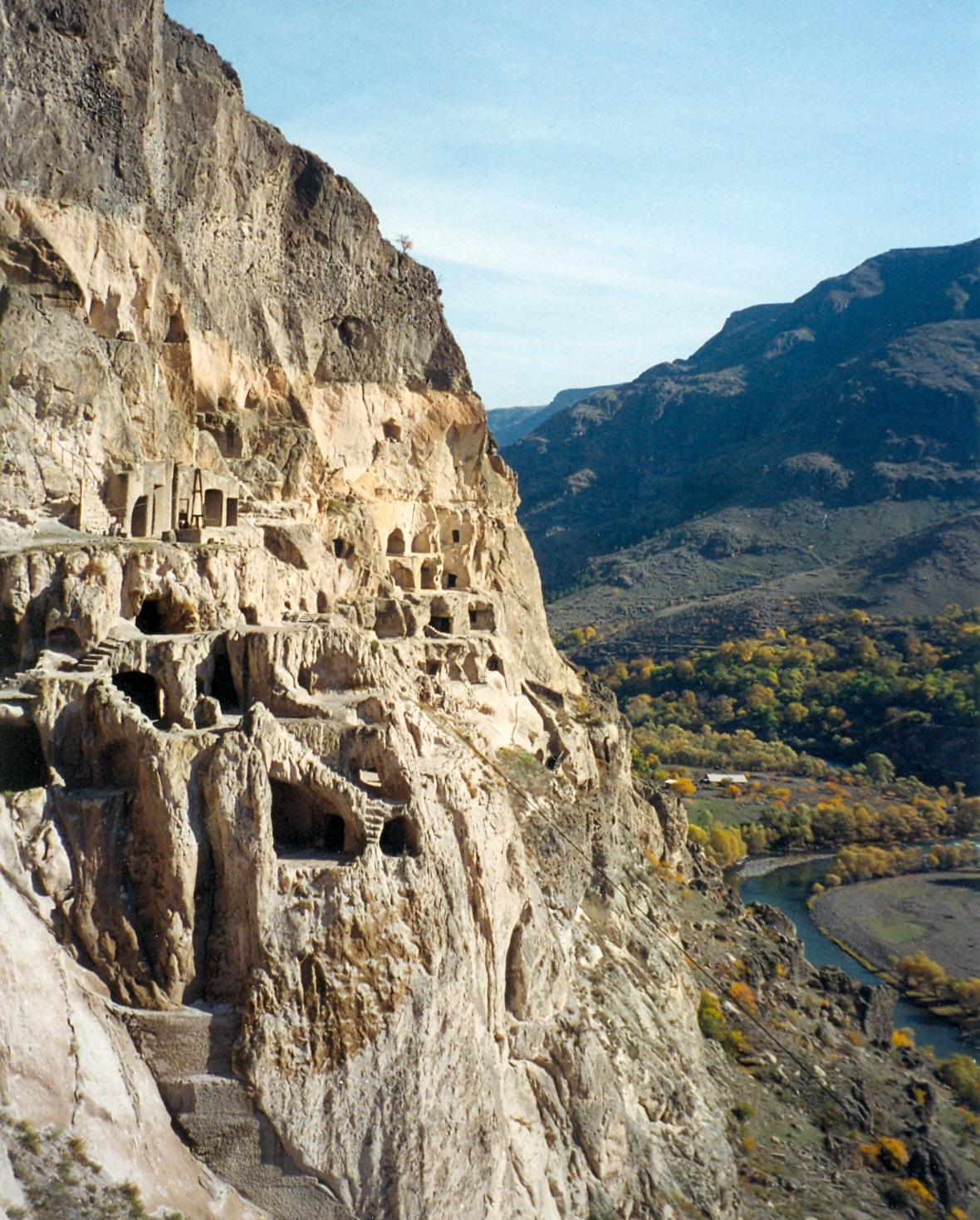
Vardzia en de Mtkvari (rechts)

De grotstad Vardzia (Georgisch:ვარძია) is een grotklooster aan de zijkant van de Erusjeli in het zuiden van Georgië in de buurt van Aspindza op de linkeroever van de rivier Mtkvari. Het werd gesticht door koningin Tamar in 1185.
Het klooster werd gebouwd als bescherming tegen de Mongolen en bestond uit meer dan zesduizend appartementen in dertien verdiepingen. De stad omvatte een kerk, een troonzaal en een complex irrigatiesysteem met bewaterde terrasvormige landbouwgronden. De enige toegang tot het complex was door de enkele goed verborgen tunnels in de buurt van de Koera.
Een aardbeving in Samtsche verwoestte ongeveer twee derde van de stad in 1283, waardoor de grotten van buitenaf zichtbaar werden en wat leidde tot de instorting van het irrigatiesysteem.

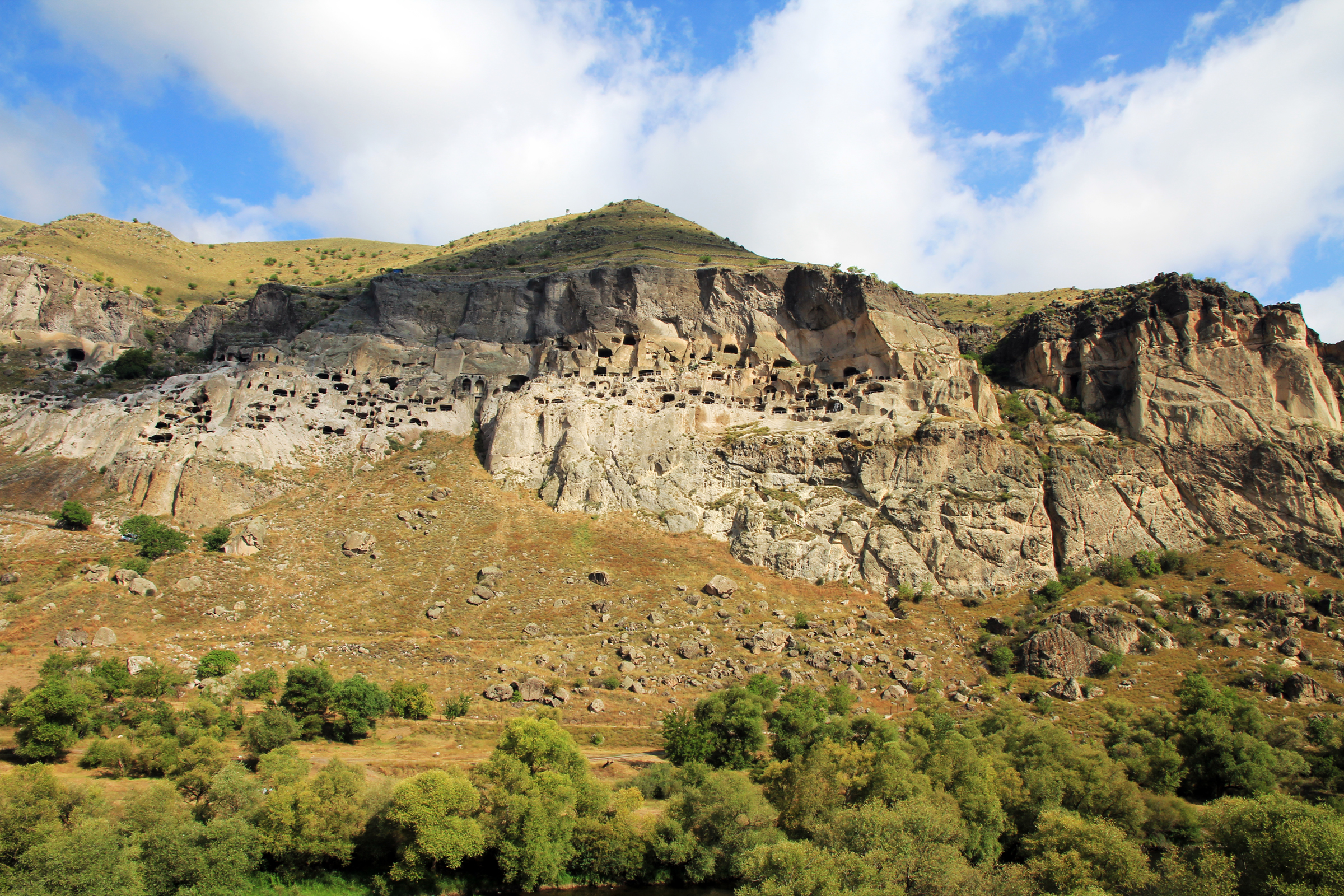
Algemeen zicht op afstand